# Riau Airlines
Riau Airlines was een Indonesische luchtvaartmaatschappij met haar thuisbasis in Pekanbaru.

## Geschiedenis
Riau Airlines is opgericht in 2002.

## Diensten
Riau Airlines voert lijndiensten uit naar: (mei 2007)
Binnenland:
- Batam, Dumai, Halim, Jambi, Lampung, Matak, Natuna, Palembang, Pangkalan Bun,Pekanbaru, Tanjungpandan, Tanjunpinang.

Buitenland:
- Johor Bahru, Malacca.

## Vloot
De vloot van Riau Airlines bestaat uit:(mei 2007)
- 5 Fokker F-27-050
- 2 AVRO RJ100